# Falska Greta
Falska Greta är en svensk dramafilm från 1934 i regi av John W. Brunius och Pauline Brunius.

## Handling
Greta Gustafsson, maskinskriverska hos Habercorn & Co, har vunnit tusen kronor i en maskinskrivningstävlan. Hon beslutar sig för att tillbringa sin semester på en fashionabel badort. På järnvägsstationen blir hon iakttagen av baron von Rexdorf, en utlevad och smula fnoskig kvinnojägare och han köper biljett till samma badort. Han hamnar i samma kupé som Greta och medan hon bläddrar i sina tidningar får han plötsligt syn på en notis om att Greta Garbo kommit till Sverige och ämnar tillbringa sommaren inkognito vid en känd badort. Baronen tror genast att Greta är Garbo. Hon roas av hans misstag och tar det som ett gott skämt och låter honom förbli i den tron. För säkerhets skull ber hon honom ändå hålla inne med sin hemlighet.
Men baronen kan inte låta bli att telegrafera till hotellet och nu blir Greta mottagen som en drottning när hon kommer och hotellets bästa rum ställs till hennes förfogande. Hon försöker förklara att alltsammans är ett missförstånd men ju mer hon protesterar, desto säkrare blir man att hon är den världsberömda divan.
På tåget har Greta av misstag tagit en främmande herres kappsäck. Ägaren till kappsäcken, affärsmannen Ove Häger, anländer samma kväll till hotellet och han får rummet intill Gretas. En vacker månskenskväll sitter de båda på balkongen och lyssnar till musiken från en närbelägen dansbana. Innan de vet ordet av har de båda begett sig dit. Den dansar med varandra och när de skiljts åt har de blivit förälskade i varandra.
Följande morgon får Ove veta att Greta har tagits för Garbo och han börjar misstänka att hon är en bedragerska. Eva Bromée, Oves fästmö, anländer till badorten och blir bekant med Greta. Eva ber Greta att vara prisdomare i en skönhetstävlan som skall gå av stapeln. Men Greta börjar finna situationen alltmer olidlig, i synnerhet som hon blir svartsjuk på Eva. När baron von Rexdorf till slut friar till henne, ger hon i sin desperation ett jakande svar på hans frieri.
Vid skönhetstävlingen uppträder Greta som prisdomare. Eva som redan kommit underfund om att hon inte är Garbo beslutar sig för att avslöja henne och Greta anar hennes avsikter. Hon önskar nu inget högre än att försvinna från badorten. En fru Grönroos från Borgå, som är orolig för sin dotter eftersom hon försvunnit från skönhetsparaden, ber att få tala med ”Greta Garbo”. För Greta blir det en bra anledning att avlägsna sig från prisdomarpodiet. Hon smyger iväg från hela tillställningen och reser hem. Ove letar efter henne men finner bara ett kort där Greta förklarar orsaken till sin avresa. Ove reser nu också från badorten för att leta reda på Greta som han nu inte kan släppa tanken på.
Av en ren tillfällighet finner han henne på Habercorns kontor och allt slutar lyckligt.
(Efter det finska programbladets innehållsbeskrivning).

## Om filmen
Filmen premiärvisades 4 februari 1934 på biograf Kino-Palatsi i Helsingfors Finland. Den spelades in vid Suomi-Filmi Oy ateljé i Helsingfors med exteriörer från Stockholm och olika platser i Helsingfors av Harry Hasso. 
Ett första manuskript med denna titel skrevs av Per-Axel Branner och Oscar Hemberg. Manuskriptet förvaras på Svenska Filminstitutets bibliotek. På första sidan har Vilhelm Bryde, då produktionschef på Svensk Filmindustri, skrivit följande PM daterat 31.7.1932: ”Ett lätt och underhållande sommarmanus. Detaljanm. kunna göras, då inspelningen en gång är bestämd. Skönhetstävlan: det sämsta, måste ytterligare bearbetas. Slutet för enkelt. Sista kärleksscenen däremot mycket bra. 
Efter 1 timme: Kan något göras för att fördjupa problemen vore det bra, som det nu är glömmer man det hela genast. Någon gång kan det bli lite väl farligt också. Hon är ju faktiskt en bedragerska - äventyrerska. Det är bra med brevet till Bromée. Men innan hon rymmer från badorten måste en scen föregå som är starkare än bara det med ‘bröllopsresa’. Tillstyrkes till vinterfilm. Bryde.”
Oscar Hemberg torde därefter ensam ha gjort en omarbetning, som han därefter sålde till bolaget Film-Union. Enligt ett avtal daterat 18.6.1933, omnämnt och godkänt i bolagsstämmeprotokoll 8.7 (i bolagets handlingar, Bolagsbyrån, Patent- och registreringsverket, Riksarkivet) överlät Oscar Hemberg till Film-Union ett manuskript med denna titel mot ett vederlag av 33 aktier i bolaget. Branners namn finns inte nämnt i denna överenskommelse. 
Ännu en inspelningstitel har förekommit: ”I en annans kläder”. Den kvinnliga huvudrollen var från början avsedd att spelas av Eivor Nordström men hon skadades allvarligt i en bilolycka och kunde inte längre komma ifråga.
Filmen var en samproduktion med det finska bolaget Finlandia Film AB, som tillkom ungefär vid den tid då denna film inspelades.” Avsikten sades vara att spela in rent inhemska finskspråkiga filmer, men även samproduktioner med utlandet, då i första hand Sverige, emedan inspelningskostnaderna voro avsevärt lägre i Finland än i Sverige.
Samarbetet med Sverige kom dock att inskränka sig till de två filmerna Falska Greta/Vale Greta och Tystnadens hus/Hiljaisuuden talo. Den inhemska produktionen stannade vid fyra filmer.” (brev från Kari Uusitalo 26.2.1975, Svenska Filminstitutet )

## Rollista
- Karin Albihn – Greta Gustafsson, maskinskriverska
- Adolf Jahr – Ove Häger, affärsman
- Mok Björnson-Lange – fru Eva Gramm von Link-Bromée, född Raeder
- Karl-Ewert Christenson – Axel von Rexdorf, baron till Bo-Bjällsta
- Sven Relander – Adolph Grönroos, tvålfabrikant från Borgå
- Agnes Lindh – Lalla Grönroos
- May Pihlgren – Singoalla Grönroos, deras dotter
- Sigge Fürst – Karlsson, portier på Strandhotellet
- Isa Quensel – Lisa, städerska på Strandhotellet
- John W. Brunius – direktör Habercorn
- fröken Sandberg – Agnes, kontorist hos Habercorn
- Gaby Ross
- Georg Rydeberg

## Musik i filmen
- Jag vet ej vem du är, kompositör Tapio Ilomäki, text Oscar Hemberg
- Ni är ensam, jag är ensam men tillsammans blir vi två (Tangoduett), kompositör Karl Wehle, text Karl-Ewert och Oscar Hemberg
- Om, kompositör Karl Wehle